# Russ Prior
Russ Prior (Hamilton, Ontario, 1949. július 11. – 2017. február 17.) világbajnoki bronzérmes kanadai súlyemelő.

## Pályafutása
A nemzetközösségi játékokon három alkalommal végzett az első helyen (1970, 1974, 1978). Az 1972-es müncheni olimpián hátsérülése miatt nem tudott részt venni. Az 1976-os montréáli olimpia egyben világbajnokság is volt a súlyemelők számára. Prior nyomásban világbajnoki bronzérmes lett. Összetettben a kilencedik helyen végzett, így olimpiai érmet nem szerzett.

## Sikerei, díjai
- Világbajnokság
  - bronzérmes: 1976 – Montréal (110 kg, nyomás)